# Бой при Райгруде
Бой при Райгруде (польск. Bitwa pod Rajgrodem) — одно из сражений во время Польского восстания, произошедшее у городка Райгруд (в русских источниках Райгород, ныне Подляское воеводство), 17 (29) мая 1831 года.
После сражения при Остроленке на военном совете, собранном главнокомандующим польскими войсками Я. Скржинецким, было решено основной армии отступить к Варшаве, а отдельному корпусу (около 12 тысяч штыков и сабель), порученному командовать А. Гелгуду, было приказано двигаться в Литву для поддержки местных повстанцев. 
Ещё до сражения при Остроленке русский отряд генерал-лейтенанта Д. Е. Остен-Сакена (8 батальонов, 4 эскадрона, 300 казаков, всего 5500 человек и 12 орудий) отступил от Ломжи и, не имея указаний относительно дальнейших действий, 11 (23) мая занял позицию у Райгруда с целью прервать связь повстанцев между Польшей и Литвой. Он расположился между озёрами на позиции, прикрытой речкой Егржней.
Не зная о движении корпуса Гелгуда на Литву через Райгруд, Остен-Сакен утром 17 мая с частью своих сил (около 3 тысяч) стал выдвигаться к Граеву. При входе в лес он столкнулся с польским авангардом под командой Дембинского (кавалерия, один егерский полк, 4 орудия). Завязался бой, вначале артиллерийский, а затем пехотный. В результате русские в штыковой атаке отбросили поляков и едва не захватили их орудия. 
В это время подошли основные силы противника с 22 орудиями, огонь которых остановил продвижение русской пехоты, которая стала отходить, преследуемая польской кавалерией. 
Гелгуд развернул все свои силы и начал атаку, стремясь обойти отступающих русских с флангов. В результате поляки смогли отрезать несколько полубатальонов и пленить их личный состав. Остальные русские силы, оставив Райгруд, отошли за Егржню. Затем обе стороны открыли канонаду, продолжавшуюся около 4 часов. 
К вечеру поляки обнаружили брод и перешли реку у деревни Войды и стали обходить русских с их левого фланга. Опасаясь быть отрезанным, Остен-Сакен начал отступать на Августов.
Победа при Райгруде позволили корпусу Гелгуда продолжить путь в Литву, но в то же время Остен-Сакен смог предупредить все отряды, находившиеся в тылу, о начале наступления польских сил.